# Associação Rio do Sul Vôlei
L'Associação Rio do Sul Vôlei è una società di pallavolo femminile brasiliana, con sede a Rio do Sul, militante nel massimo campionato brasiliano, la Superliga Série A.

## Storia
La Sociedade Esportiva e Recreativa Rio do Sul nasce nel 2010, aggiudicandosi subito il Campionato Catarinense. Nella stagione 2011-12 debutta in Superliga, chiudendo al decimo posto.

## Rosa 2013-2014
| N° | Nome                | Ruolo | Data di nascita   | Nazionalità sportiva |
| -- | ------------------- | ----- | ----------------- | -------------------- |
| -  | Rogério Portela     | All   |                   | Brasile              |
| 2  | Jacqueline de Sousa | P     | 22 febbraio 1986  | Brasile              |
| 3  | Márcia Barbosa      | L     | 21 maggio 1980    | Brasile              |
| 4  | Natiele Gonçalves   | S     | 28 novembre 1991  | Brasile              |
| 7  | Cecília de Souza    | S     | 1º febbraio 1982  | Brasile              |
| 8  | Arianne Tolentino   | S/O   | 13 novembre 1989  | Brasile              |
| 9  | Edna Schindwein     | C     | 19 settembre 1983 | Brasile              |
| 10 | Vanessa Janke       | S/O   | 8 marzo 1991      | Brasile              |
| 11 | Andressa Krachefski | L     | 1º giugno 1987    | Brasile              |
| 12 | Paula de Barros     | C     | 20 marzo 1982     | Brasile              |
| 14 | Fernanda Melo       | S/O   | 11 novembre 1987  | Brasile              |
| 15 | Camila Monteiro     | C     | 17 gennaio 1988   | Brasile              |
| 16 | Priscila Souza      | S     | 29 ottobre 1987   | Brasile              |
| 17 | Jordane Tolentino   | P     | 23 dicembre 1985  | Brasile              |

## Palmarès
- Campionato Catarinense: 7

2010, 2011, 2012, 2013, 2014, 2015, 2016

## Denominazioni precedenti
- 2010-2014: Sociedade Esportiva e Recreativa Rio do Sul